# Радьківські Піски
Радьківські Піски — проміжна станція 5-го класу на ділянці Куп'янськ — Святогірськ. Розташована на території села Піски-Радьківські, що за 183 км від Харкова та за 18 км від райцентру Борова.

## Історія
З 1956 року станція входить до складу Куп'янської дирекції Південної залізниці.
В 1977 році станція була електрифікована.
В 2006-2007 роках проведена реконструкція вокзального комплексу. З серпня 2010 року введена в експлуатацію система автоматичного продажу проїзних документів, що значно підвищило якість і швидкість обслуговування пасажирів.
Серед проблем, які існують на станції, станом на 2019 рік, є відсутність підземного чи надземного пішохідного переходу, через що люди мають пролазити між вагонами, щоби потрапити на пасажирський перон.